# کوین ویدلیچ
کوین ویدلیچ (انگلیسی: Kevin Weidlich؛ زادهٔ ۴ اکتبر ۱۹۸۹) بازیکن فوتبال اهل آلمان است.
از باشگاه‌هایی که در آن بازی کرده‌است می‌توان به باشگاه فوتبال سن پائولی اشاره کرد.